# 柏林馬拉松

赛事標誌

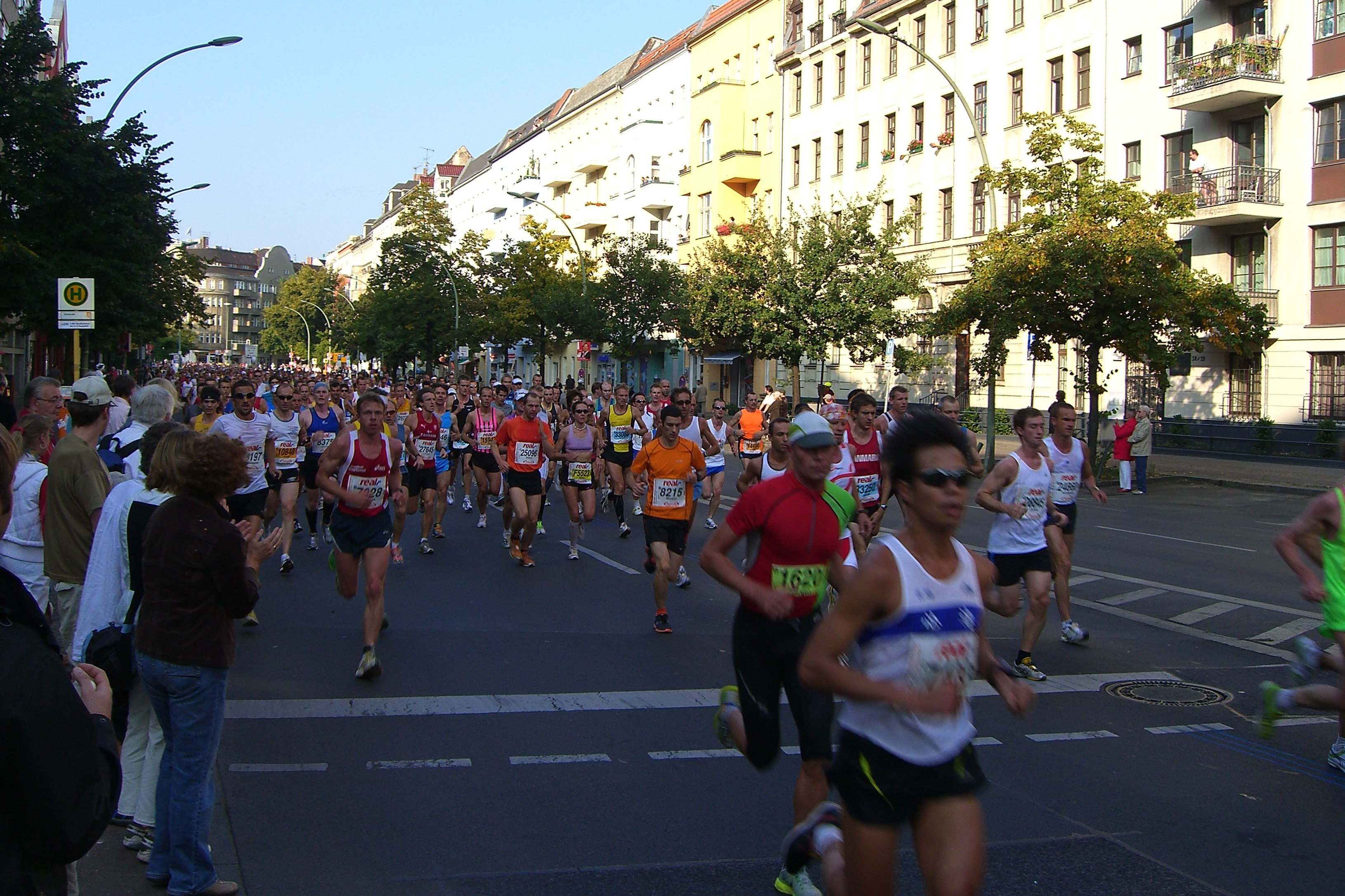
2009年的赛事

柏林馬拉松是德國柏林一年一度舉辦的馬拉松賽事在9月的最後一個星期日，比賽自1974年開始舉辦，獲得國際田徑總會(IAAF)金牌等級認證的全程馬拉松，現時的主要贊助商為寶馬（BMW），因此也被冠名為「BMW柏林馬拉松」。
現時的賽道全長42.195公里，2008年共有40,000多名來自107個國家的選手參賽。柏林馬拉松也是世界馬拉松大賽（World Marathon Majors）的6個賽事之一。

## 路線
柏林馬拉松於開始於都會區，在布蘭登堡門結束。因為柏林分區，1990年以前的馬拉松賽事僅限於西柏林地區。1990年9月30日，運動員開始能夠通過布蘭登堡門。
如今，離開布蘭登堡門後，路線經過夏洛滕堡，蒂爾加滕周圍，然後南下腓特烈斯海因。在此之後，它蜿蜒於克罗伊茨贝格和新克爾恩之間，通過舍嫩贝格，施特格利茨和策倫多夫，轉向北方回到城市中心。

## 世界記錄
男子
| 2022 | 埃利乌德·基普乔盖        |          | 2:01:09 |
| 2018 | 埃利乌德·基普乔盖        |          | 2:01:39 |
| 2014 | 丹尼斯·基普魯托·基梅托   |          | 2:02:57 |
| 2013 | 威爾森·克伊普            |          | 2:03:23 |
| 2011 | 帕特里克·马卡乌·穆斯约基 |          | 2:03:38 |
| 2008 | 海勒·格布雷西拉西耶      | 衣索比亞 | 2:03:59 |
| 2007 | 海勒·格布雷西拉西耶      | 衣索比亞 | 2:04:26 |
| 2003 | 保羅·泰基特              |          | 2:04:55 |
| 1998 | 羅納爾多·達科斯塔        | 巴西     | 2:06:05 |

女子
| 2023 | 提格斯特·阿塞法     | 衣索比亞 | 2:11:53 |
| 2001 | 高橋尚子            | 日本     | 2:19:46 |
| 1999 | 泰格·拉洛魯佩       |          | 2:20:43 |
| 1977 | Christa Vahlensieck | 西德     | 2:34:48 |

## 外部連結
- bmw-berlin-marathon.com （页面存档备份，存于）